# Hoitovirhe
Hoitovirhe (česky Chybná léčba) je debutové album finské industrial metalové skupiny Turmion Kätilöt. Bylo vydáno 20. května 2004. K písni Vertä ja lihaa byl natočen videoklip.

## Seznam skladeb
| Pořadí | Název                                     | Délka |
| ------ | ----------------------------------------- | ----- |
| 1.     | Teurastaja                                | 3:04  |
| 2.     | Lepositeet                                | 3:43  |
| 3.     | Paha Ihminen                              | 3:28  |
| 4.     | Vertä ja lihaa                            | 3:33  |
| 5.     | Pimeyden Morsian                          | 5:05  |
| 6.     | Seinä                                     | 4:03  |
| 7.     | Liitto                                    | 3:29  |
| 8.     | 4 Käskyä                                  | 4:21  |
| 9.     | Rautaketju                                | 3:38  |
| 10.    | Osasto-A                                  | 1:12  |
| 11.    | Kärsi                                     | 3:32  |
| 12.    | Volvot Ulvoo Kuun Savuun (Skrytá skladba) | 3:19  |

## Singly

### Teurastaja
1. "Teurastaja"
2. "4 Käskyä"

### Vertä ja lihaa
1. "Verta ja lihaa"
2. "Volvot Ulvoo Kuun Savuun" (Coververze od Sielun Veljet)